# Николаевски национален аграрен университет
Николаевски национален аграрен университет (на украински: Миколаївський національний аграрний університет) е университет, национално висше училище в град Николаев, Украйна.

## История
Първоначално, през 1984 г., се образува като филиал на Одеския селскостопански институт (днес Одески държавен аграрен университет), поради голямата нужда от специалисти в селскостопанското производство с по-висока квалификация: агрономи, зооинженери, инженери, икономисти. През 1991 г. са записани общо 2232 ученици, със 126 преподавателски състав. Поради това възниква въпросът за преобразуването на филиала в независимо висше учебно заведение, което получава статутът на институт. През 1997 г., съгласно решението на Държавната комисия по акредитация на Украйна, институтът получава най-високото IV ниво на акредитация, а през 1999 г. – статут на академията.
С решение на Кабинета на министрите на Украйна № 1208 от 19 август 2002 г. на академията се преобразува в Николаевски държавен аграрен университет.

## Факултети
Университетът е съставен от 8 факултета:
- Факултет по счетоводство и финанси
- Факултет по мениджмънт
- Инженерно–енергиен факултет
- Факултет по агротехнологии
- Факултет по технология на производство и преработка на животински продукти, стандартизация и биотехнологии
- Факултет по култура и образование
- Факултет за преквалификация и повишаване на квалификацията
- Факултет по доуниверситетска подготовка